# Maurice Delage
Maurice Delage (Parigi, 13 novembre 1879 – Parigi, 21 settembre 1961) è stato un compositore e pianista francese.

## Biografia
Delage nacque a Parigi. Prima lavorò come impiegato per un'agenzia marittima a Parigi e poi come pescivendolo a Boulogne. Tenne anche il ruolo come militare presso l'esercito francese, prima di intraprendere la carriera musicale negli anni venti.
Segnato dalla scoperta, in gioventù, dell'opera di Debussy, dopo il 1900 fu allievo nonché intimo amico di Ravel, che lo considerò come uno dei supremi compositori francesi della sua epoca e lo fece membro di Les Apaches; Ravel gli dedicò l'ultimo pezzo dei Miroirs, La vallèe des cloches. Fu amico anche di Igor Stravinsky; la prima mélodie, Akahito, delle Trois poésies de la lyrique japonaise (1913), di cui tradusse i testi, è dedicata a Delage.
Dal 1910 viaggiò a lungo in Oriente: fece viaggi in Giappone e in India (1911-1912), da cui portò con sé diversi pezzi del repertorio musicale indiano che trascrisse e riadattò. Dopo il 1920 si stabilì a Parigi.
Nelle sue composizioni si ispirò, tra gli altri, a un testo anonimo sulla nascita di Buddha, ai versi del poeta e filosofo Bhartrihari e a un poema di tema orientale di Heinrich Heine.

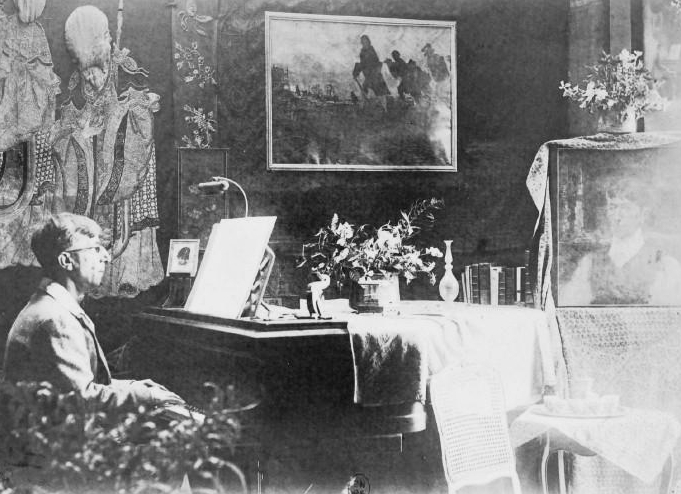
Maurice Delage al piano

Il pezzo più noto di Delage è Quatre poèmes hindous (1912-1913), in cui ciascuna composizione evoca una città indiana: Madras, Lahore, Bénarès e Jaipur. Il suo Ragamalika (1912-1922), basato sulla musica classica dell'India, è altrettanto noto in quanto richiede la presenza di un pianoforte preparato.

## Opere
(elenco parziale)
Poemi sinfonici
- Conté par la mer (1908)
- Les Bâtisseurs de ponts (1913)
- Overture to Ballet de l'avenir (1923)
- Contrerimes (1931), orchestrazione per pianoforte
- Bateau ivre (1954) per la poesia di Arthur Rimbaud
- Cinq danses symphoniques (1958)

Musica da camera
- String quartet (1949)
- Suite française (1958)

Melodie
- Trois mélodies (1909)
- Ragamalika (1914)
- Trois poèmes (1922)
- Ronsard à sa muse (1924)
- Les Colombes (1924)
- La Chanson de ma mie (1924)
- Les Demoiselles d'Avignon (1924)
- Sobre las Olas (1924) su una poesia di Jean Cocteau
- Toute allégresse (1925) su una poesia di Paul-Jean Toulet

- Quatre poèmes hindous (1912)
- Sept haï-kaïs (1924) per soprano e orchestra da camera (da cantare senza interruzione tra canzoni)

1. Préface du Kokinshū (tanka di Ki no Tsurayuki), dedicato a Mrs. Louis Laloy ;
2. Les herbes de l’oubli…, dedicato a Andrée Vaurabourg (futura sposa di Arthur Honegger) ;
3. Le coq…, dedicato a Jane Bathori ;
4. La petite tortue…, dedicato a Mrs. Fernand Dreyfus (madre di Roland-Manuel) ;
5. La lune d’automne…, dedicato a Suzanne Roland-Manuel (sposa di Roland-Manuel) ;
6. Alors…, dedicato a Denise Jobert;
7. L’été…, dedicato a Georgette Garban.

- Deux fables de La Fontaine (1931), Le Corbeau et le Renard, e La Cigale et la Fourmi
- Trois chants de la jungle (1934)
- In morte di un samouraï (1950)
- Trois poèmes désenchantés (1955)

Per pianoforte
- Schumann... (1918)
- Contrerimes (1927)